# Persönlichkeitsrecht (Deutschland)
Das Persönlichkeitsrecht ist ein Grundrecht, das dem Schutz der Persönlichkeit einer Person vor Eingriffen in ihren Lebens- und Freiheitsbereich dient. Im deutschen Recht ist das Persönlichkeitsrecht als solches nicht ausdrücklich geregelt. Zunächst wurden lediglich einzelne besondere Persönlichkeitsrechte wie das Recht der persönlichen Ehre, das Namensrecht oder das Recht am eigenen Bild ausdrücklich gesetzlich geregelt. Zunehmend zeigte sich jedoch, dass damit kein umfassender Schutz gegen die zunehmenden Beeinträchtigungen des persönlichen Lebens- und Freiheitsbereichs gewährt werden konnte.
Seit den 1950er Jahren wurde in richterlicher Rechtsfortbildung das allgemeine Persönlichkeitsrecht (APR) mit einem umfassenden Persönlichkeitsschutz aus Art. 2 Abs. 1 GG (freie Entfaltung der Persönlichkeit) in Verbindung mit Art. 1 Abs. 1 GG (Menschenwürde) abgeleitet. Es wurde in einer Fülle von Urteilen weiter ausgeformt und konkretisiert und ist in allgemeiner Rechtsüberzeugung heute gewohnheitsrechtlich anerkannt.
Vom allgemeinen Persönlichkeitsrecht sind spezialgesetzlich geregelte, einzelne Persönlichkeitsrechte wie etwa das Urheberpersönlichkeitsrecht zu unterscheiden.

## Verfassungsrechtliche Grundlagen
Das Grundgesetz gewährleistet das allgemeine Persönlichkeitsrecht wie die Paulskirchenverfassung von 1849 und die Weimarer Reichsverfassung von 1919 nicht ausdrücklich. Für das Zivilrecht erkannte jedoch bereits das Reichsgericht 1898 das allgemeine Persönlichkeitsrecht als eigenständige Rechtsposition an. Dieses fand beispielsweise Beachtung in einer Entscheidung zur Veröffentlichung von Briefen Richard Wagners. Diese Rechtsprechung griff der Bundesgerichtshof auf. Er stützte das Persönlichkeitsrecht bereits kurz nach Inkrafttreten des Grundgesetzes im Jahr 1949 auf das Recht zur freien Entfaltung der Persönlichkeit (Art. 2 Absatz 1 GG) und auf den Schutz der Menschenwürde (Art. 1 Absatz 1 GG).
Das Bundesverfassungsgericht griff die Entwicklung der Zivilrechtsprechung auf und erkannte das Persönlichkeitsrecht auch als verfassungsrechtlich gewährleistetes Grundrecht an. Es stellte die Bedeutung des allgemeinen Persönlichkeitsrechts in seinem Lebach-Urteil von 1973 heraus. Das Bundesverfassungsgericht sieht es als Aufgabe des allgemeinen Persönlichkeitsrechts an,

„im Sinne des obersten Konstitutionsprinzips der ‚Würde des Menschen‘ (Art. 1 Abs. 1 GG) die engere persönliche Lebenssphäre und die Erhaltung ihrer Grundbedingungen zu gewährleisten, die sich durch die traditionellen konkreten Freiheitsgarantien nicht abschließend erfassen lassen; diese Notwendigkeit besteht namentlich auch im Blick auf moderne Entwicklungen und die mit ihnen verbundenen neuen Gefährdungen für den Schutz der menschlichen Persönlichkeit.“

Als Grundrecht dient das allgemeine Persönlichkeitsrecht primär der Abwehr hoheitlicher Eingriffe in den Rechtskreis Privater. Als Verfassungsrecht strahlt es allerdings auch auf untergeordnete Normen aus, etwa auf das Zivilrecht. Diese mittelbare Drittwirkung ist beispielsweise im Bereich der Berichterstattung von großer praktischer Bedeutung. Die Zulässigkeit von Berichterstattung ohne oder gegen den Willen des Betroffenen beurteilt sich maßgeblich nach einer Abwägung von Verfassungsgütern, zu denen insbesondere das Persönlichkeitsrecht und die Freiheit von Meinung und Presse (Art. 5 Absatz 1 GG) zählen.

### Schutzbereich
Das allgemeine Persönlichkeitsrecht schützt Private vor Eingriffen in deren Persönlichkeitsbereich. Hierzu gewährleistet das Grundrecht eine Freiheitssphäre, in die Hoheitsträger nur unter bestimmten Voraussetzungen eingreifen dürfen. Diese Sphäre wird als Schutzbereich bezeichnet. Sofern der Hoheitsträger in diesen eingreift und dies verfassungsrechtlich nicht gerechtfertigt ist, ist das allgemeine Persönlichkeitsrecht verletzt.
Die Rechtswissenschaft unterscheidet zwischen dem persönlichen und dem sachlichen Schutzbereich. Der persönliche Schutzbereich bestimmt, wer durch das Grundrecht geschützt wird. Der sachliche Schutzbereich bestimmt, welche Freiheiten durch das Grundrecht geschützt werden.

#### Persönlich
Weder Art. 2 GG noch Art. 1 GG schränken den Kreis der Grundrechtsträger ein, sodass das allgemeine Persönlichkeitsrecht jedermann schützt. Der Schutzbereich erfasst damit lebende natürliche Personen. Der Persönlichkeitsschutz von Toten erfolgt über das postmortale Persönlichkeitsrecht, das eine Ausprägung allein der Menschenwürde darstellt.
Ob und in welchem Umfang Personenvereinigungen, insbesondere juristische Personen des Privatrechts, Träger des allgemeinen Persönlichkeitsrechts sein können, ist in der Rechtswissenschaft strittig. Gemäß Art. 19 Absatz 3 GG finden Grundrechte auf Personenvereinigungen Anwendung, soweit sie ihrem Wesen nach auf diese anwendbar sind. Aufgrund des außerordentlich weit gefassten sachlichen Schutzbereichs des Persönlichkeitsrechts kann dies nicht generell bejaht oder verneint werden. Vielmehr beurteilt sich die Grundrechtsfähigkeit individuell für die einzelnen Gewährleistungen des Persönlichkeitsrechts. Ausschlaggebend ist hierbei, ob die jeweilige Gewährleistung an die Menschenwürde anknüpft, die lediglich natürlichen Personen zustehen kann. Bejaht wurde die wesensmäßige Anwendbarkeit in der Rechtsprechung beispielsweise für das Recht am eigenen Wort. Verneint wurde die Anwendbarkeit demgegenüber für den Schutz vor dem Zwang zur Selbstbezichtigung.

#### Sachlich
Der sachliche Schutzbereich des allgemeinen Persönlichkeitsrechts ist außerordentlich weit gefasst. Das Bundesverfassungsgericht beschreibt ihn als autonomen Bereich privater Lebensgestaltung zur Entfaltung der eigenen Individualität. Nach der Rechtsprechung hat es insbesondere eine lückenschließende Funktion: Es soll solche Freiheiten schützen, die durch speziellere Freiheitsrechte nicht in ausreichendem Maß geschützt werden. Auch soll er die Abwehr neuartiger Gefahren für die Persönlichkeit ermöglichen, für die der Gesetzgeber keine Regelungen geschaffen hat. Daher wird der sachliche Schutzbereich des Persönlichkeitsrechts durch die Rechtsprechung beständig fortentwickelt.
Die Rechtslehre hat unterschiedliche Methoden entwickelt, um die Fallgruppen des Persönlichkeitsrechts zu systematisieren. Eine gängige Darstellungsform unterscheidet zwischen der Selbstbestimmung, der Selbstbewahrung und der Selbstdarstellung.

##### Selbstbestimmung
Das Recht auf Selbstbestimmung schützt das Recht, über wesentliche Aspekte der Persönlichkeitsbildung selbst zu bestimmen. Hierzu zählt beispielsweise das Recht, einen eigenen Namen zu wählen.
Weiterhin geschützt wird das Recht auf informationelle Selbstbestimmung, das vom Bundesverfassungsgericht im Volkszählungsurteil von 1983 entwickelt wurde. Dieses schützt das Recht, selbst über die Preisgabe und Verwendung von Daten zu bestimmen, die Rückschlüsse auf die eigene Person erlauben. Das Gericht schuf dieses Recht, um zu verhindern, dass die systematische Erfassung personenbezogener Daten Bürger vom Gebrauch ihrer Freiheiten abhält. Beim Recht auf informationelle Selbstbestimmung handelt es sich damit um die Grundlage des deutschen Datenschutzrechts.
In seinem Urteil zur Online-Durchsuchung in Nordrhein-Westfalen von 2008 schuf das Bundesverfassungsgericht weiterhin das Grundrecht auf Gewährleistung der Vertraulichkeit und Integrität informationstechnischer Systeme. Hierbei handelt es sich um eine Weiterentwicklung des Rechts auf informationelle Selbstbestimmung. Es schützt Daten, die in einem informationstechnischen System gespeichert sind und Rückschlüsse auf eine Person ermöglichen, vor dem Zugriff durch Dritte. Insbesondere richtet sich das Grundrecht gegen das heimliche Infiltrieren und Ausspähen elektronischer Systeme, etwa durch einen Trojaner. Dies ist beispielsweise in § 49 des Bundeskriminalamtgesetzes und § 100b der Strafprozessordnung vorgesehen. Das Gericht erblickte im bisherigen Grundrechtsschutz eine Schutzlücke: Die Unverletzlichkeit der Wohnung (Art. 13 GG) entfalte lediglich dann Schutz, falls sich das System innerhalb einer Wohnung befindet. Das Fernmeldegeheimnis (Art. 10 GG) schütze lediglich den Übermittlungsvorgang, nicht hingegen solche Daten, die bereits auf einem Medium gespeichert sind. Die informationelle Selbstbestimmung schütze schließlich in erster Linie einzelne personenbezogene Daten und könne daher nicht verhindern, dass aus einer Vielzahl von für sich genommen wenig aussagekräftiger Daten ein Persönlichkeitsbild erstellt werden kann. In der Rechtswissenschaft wird das Schutzbestreben des Gerichts zwar begrüßt, überwiegend jedoch bestritten, dass das Recht auf informationelle Selbstbestimmung keinen adäquaten Schutz bietet.
Ferner folgt aus dem Recht auf Selbstbestimmung ein Anspruch auf Kenntnis der eigenen Abstammung. Außerdem garantiert es Straftätern das Recht auf Resozialisierung. Zudem gewährleistet es die sexuelle Selbstbestimmung. Schließlich hat ein Minderjähriger zum Schutz seiner Entfaltung einen Anspruch auf schuldenfreien Eintritt in die Volljährigkeit.

##### Selbstbewahrung
Die Selbstbewahrung umfasst den Schutz des privaten Lebensbereichs. In Bezug auf die räumliche Privatheit erfolgt dies bereits durch den Schutz der Wohnung nach Art. 13 GG. Das Recht auf Selbstbewahrung ergänzt dessen Schutz. Es schützt beispielsweise die Vertraulichkeit von Tagebuchaufzeichnungen und Krankenakten.

##### Selbstdarstellung
Das Recht auf Selbstdarstellung gewährleistet, dass der Einzelne bestimmen kann, wie er sich in der Öffentlichkeit darstellt. Es schützt ihn daher vor ungewollter, verfälschter oder ehrenrühriger Darstellung durch Dritte.
Zum Schutz der Selbstdarstellung zählt beispielsweise das Recht am eigenen Bild, das im Kunsturhebergesetz näher ausgestaltet wird. Hiernach kann der Einzelne bestimmen, ob und in welcher Weise Bildnisse von ihm veröffentlicht werden.
Ebenfalls geschützt wird das Recht am eigenen Wort. Dieses verbietet es etwa, dass einem fremde Äußerungen ohne den Willen des Betroffenen untergeschoben werden. Ebenfalls schützt es die Vertraulichkeit des Gesprächs.
Weiterhin folgt aus dem Recht auf Selbstdarstellung das Recht, über die Veröffentlichung oder öffentlichkeitswirksame Nennung des eigenen Namens zu bestimmen.
Schließlich gewährleistet das Recht auf Selbstdarstellung den Schutz der persönlichen Ehre. So schützt es beispielsweise vor Beleidigungen (§ 185 des Strafgesetzbuchs) und anderen ehrenrührigen Handlungen.
Weiterhin folgt aus dem allgemeinen Persönlichkeitsrecht in Verbindung mit dem Prinzip von Treu und Glauben (§ 242 des Bürgerlichen Gesetzbuchs) ein Anspruch auf Weiterbeschäftigung im Arbeitsverhältnis.

#### Grundrechtskonkurrenzen
Sofern in einem Sachverhalt der Schutzbereich mehrerer Grundrechte betroffen ist, stehen diese zueinander in Konkurrenz. Die allgemeine Handlungsfreiheit (Art. 2 Absatz 1 GG) wird durch das allgemeine Persönlichkeitsrecht als lex generalis verdrängt. Das allgemeine Persönlichkeitsrecht kann durch Freiheitsrechte verdrängt werden, die Ausschnitte der Persönlichkeit in besonderer Weise schützen. Dies trifft insbesondere auf den Schutz der Wohnung (Art. 13 GG) zu. Andere Freiheitsrechte stehen neben dem allgemeinen Persönlichkeitsrecht.

### Eingriff
Ein Eingriff liegt vor, wenn der Gewährleistungsinhalt eines Grundrechts durch hoheitliches Handeln verkürzt wird. Dies kann etwa durch staatliche Überwachungsmaßnahmen oder durch ehrenrührige Äußerungen von Hoheitsträgern geschehen. Im Rahmen zivilrechtlicher Gerichtsprozesse besitzen Urteile Eingriffsqualität, falls diese dem Persönlichkeitsträger die Pflicht auferlegen, eine Persönlichkeitsberechtigung durch Dritte, etwa eine Berichterstattung, zu dulden.
Die Eingriffsqualität entfällt, falls der Betroffene in die Beeinträchtigung einwilligt. Dies trifft beispielsweise zu, falls eine Person ein Telefonat in Kenntnis beginnt, dass sie durch Dritte abgehört wird.
Nach der Rechtsprechung besitzen ferner Maßnahmen, die nur ganz kurzfristig die Rechtssphäre des Bürgers berühren, keine Eingriffsqualität. Dies wurde etwa angenommen, als Daten nach ihrer automatisierten Erhebung unverzüglich mit einem Datenbestand abgeglichen und anschließend gelöscht wurden.

### Rechtfertigung eines Eingriffs
Liegt ein hoheitlicher Eingriff in das allgemeine Persönlichkeitsrecht vor, ist dieser rechtmäßig, wenn er verfassungsrechtlich gerechtfertigt ist. Ob und unter welchen Voraussetzungen ein Eingriff gerechtfertigt sein kann, beurteilt sich nach der Art des Eingriffs.
Da das Persönlichkeitsrecht teilweise in der unantastbaren Menschenwürde wurzelt, ist ein Eingriff nicht rechtfertigungsfähig, der den Kernbereich privater Lebensgestaltung berührt. Dieser intime Bereich ist dem hoheitlichen Zugriff entzogen, weshalb ein Eingriff stets rechtswidrig ist. Ist dieser Bereich hingegen nicht betroffen, darf in das Persönlichkeitsrecht nach Maßnahme der Schranken des Art. 2 Absatz 1 GG eingegriffen werden. Hiernach findet der Schutz des Persönlichkeitsrechts seine Grenze im Schutz der Rechte anderer, der verfassungsmäßigen Ordnung und dem Sittengesetz. Von praktischer Bedeutung ist insbesondere die Beschränkung des Persönlichkeitsrechts durch Gesetze im formellen Sinn.
Von großer Bedeutung für die Beurteilung der Rechtmäßigkeit eines Grundrechtseingriffs ist die Frage, ob der Eingriff den Grundsatz der Verhältnismäßigkeit achtet. Hiernach muss das durch den Eingriff verfolgte Ziel in einem adäquaten Verhältnis zur Beeinträchtigung des Betroffenen stehen. Dies ergibt sich insbesondere infolge einer Güterabwägung. Eine solche setzt voraus, dass die widerstreitenden Interessen gewichtet werden. Um den Gewichtungsprozess in Bezug auf das allgemeine Persönlichkeitsrecht zu systematisieren, hat die Rechtsprechung die Sphärentheorie entwickelt. Hiernach lassen sich die Schutzdimensionen des Persönlichkeitsrechts in unterschiedlich stark zu schützende Bereiche einteilen:
- Die Öffentlichkeitssphäre ist der Bereich, in dem der Einzelne sich der Öffentlichkeit bewusst zuwendet, etwa wenn er bewusst an die Öffentlichkeit tritt und sich öffentlich äußert. Diese Sphäre genießt den schwächsten Schutz.

- Die Sozialsphäre ist der Bereich, in dem sich der Mensch als „soziales Wesen“ im Austausch mit anderen Menschen befindet. Hierzu zählt insbesondere die berufliche, politische oder ehrenamtliche Tätigkeit. Diese Sphäre ist – z. B. gegen Veröffentlichungen – relativ schwach geschützt, sodass Eingriffe in aller Regel zulässig sind, wenn nicht ausnahmsweise Umstände hinzutreten, die den Persönlichkeitsschutz überwiegen lassen.

- Die Privatsphäre wird einerseits räumlich (Leben im häuslichen Bereich, im Familienkreis, Privatleben), andererseits aber auch gegenständlich (Sachverhalte, die typischerweise privat bleiben) definiert. Eingriffe in diese Sphäre sind in der Regel unzulässig, wenn nicht ausnahmsweise Umstände hinzutreten, die die gegenläufigen Interessen überwiegen lassen (z. B. bei Presseveröffentlichungen aus dem Privatleben von Politikern, wenn ein überwiegendes öffentliches Informationsinteresse besteht).

- Die Intimsphäre einer Person ist gegen jeden Eingriff zu schützen.

## Zivilrechtlicher Schutz des Persönlichkeitsrechts

### Unterlassungsanspruch
Aus einer Verletzung des allgemeinen Persönlichkeitsrechts, insbesondere durch Berichterstattung in den Medien oder im Fall von Schmähkritik, kann sich ein Anspruch auf Schadensersatz (§ 823 Abs. 1 BGB in Verbindung mit dem allgemeinen Persönlichkeitsrecht als „sonstiges Recht“) oder ein Unterlassungsanspruch beziehungsweise Berichtigungsanspruch (§ 1004 BGB) ergeben. Der Anspruch auf Ersatz des immateriellen Schadens wird von der Rechtsprechung allerdings nur bei besonders schweren Verletzungen des Persönlichkeitsrechts zuerkannt. Die Schmerzensgeldsummen erreichen aber – aus Gründen der Abschreckung – inzwischen beträchtliche Höhen. So sprach das Hanseatische Oberlandesgericht in Hamburg 1996 bereits 200.000 DM Schmerzensgeld für ein frei erfundenes Interview zu.

### Schadensersatz („Schmerzensgeld“)
Bei einer schwerwiegenden Verletzung des APR kann der Anspruch auf Schadensersatz auch eine Geldentschädigung für immaterielle Schäden erfassen. Dieser Anspruch auf Schadensersatz ergibt sich aus § 823 I BGB „sonstiges Recht“ in Verbindung mit Art. 1 Abs. 1 GG, Art. 2 Abs. 1 GG.
Einzelne Bereiche des Persönlichkeitsrechts sind gesetzlich besonders geschützt, beispielsweise die persönliche Ehre in den § 185 ff. StGB, der Name (§ 12 BGB), das Recht am eigenen Bild (§ 22 ff. KunstUrhG) oder das Urheberrecht (UrhG). Hierbei handelt es sich um besondere Persönlichkeitsrechte. Eine Verletzung dieser Schutzgesetze kann zu einem Anspruch auf Schadensersatz aus § 823 II BGB in Verbindung mit dem jeweils verletzten Schutzgesetz führen.

### Nennung von Beteiligten von Gerichtsverfahren im Internet
Die öffentliche Bekanntmachung von Gerichtsurteilen mit Nennung von Namen und Anschriften der Verfahrensbeteiligten im Internet stellt nicht ohne Weiteres eine rechtswidrige Verletzung des Persönlichkeitsrechts der Betroffenen dar. Die Namensnennung der Anwälte darf allerdings nicht anprangernd erfolgen. Namen und Anschriften der Parteien und weiterer Verfahrensbeteiligter müssen daher in Veröffentlichungen nicht grundsätzlich anonymisiert (geschwärzt oder gelöscht) werden.

### Persönlichkeitsrecht nach dem Tod
Auch nach dem Tod eines Menschen bleiben Ehre und Würde des Menschen geschützt. Das Bundesverfassungsgericht hat das postmortale Persönlichkeitsrecht in seiner Mephisto-Entscheidung aus Art. 1 Abs. 1 GG abgeleitet.

## Unternehmenspersönlichkeitsrecht
Ob auch Unternehmen, also juristischen Personen und Personengesellschaften, ein Persönlichkeitsrecht zukommt, ist innerhalb der deutschen Rechtswissenschaft stark umstritten. Der Bundesgerichtshof spricht auch Unternehmen ein solches „Unternehmenspersönlichkeitsrecht“ zu. Dieses soll als „sonstiges Recht“ im Sinne von § 823 Abs. 1 BGB, so das Gericht, den sozialen Geltungs- und Achtungsanspruch von Unternehmen schützen. Das Bundesverfassungsgericht hat hingegen die Frage, ob Unternehmen ein eigenes Persönlichkeitsrecht zukommen kann, zuletzt ausdrücklich offengelassen.
Dass auch Unternehmen ein Persönlichkeitsrecht zukommen kann, wird vor allem deswegen bestritten, weil das allgemeine Persönlichkeitsrecht aus Art. 1 Abs. 1 GG – der Menschenwürde – in Verbindung mit Art. 2 Abs. 1 GG hergeleitet wird. Juristischen Personen kann aber die Menschenwürde nicht zugutekommen, weil die Grundrechte des Grundgesetzes juristische Personen gemäß Art. 19 Abs. 3 GG nur so weit schützen, als das jeweilige Grundrecht seinem Wesen nach auf juristische Personen anwendbar ist. Die Anwendbarkeit der Menschenwürde auf juristische Personen wird aber nach ganz einhelliger Meinung abgelehnt.
Befürworter des Unternehmenspersönlichkeitsrechts wenden dagegen ein, dass auch juristische Personen und Personengesellschaften eines sozialen Achtungsanspruchs fähig seien, den es zu schützen gelte. Das Unternehmenspersönlichkeitsrecht wird daher von Unternehmen auch häufig argumentativ herangezogen, um gegen missliebige mediale Berichterstattung vorzugehen. Gegenüber spezielleren Schutzvorschriften hat es den Vorzug, dass seine Voraussetzungen einfacher darzulegen sind als etwa die Voraussetzungen des Wettbewerbsrechts, welches immer auch ein Wettbewerbsverhältnis erfordert, oder die des § 826 BGB, der eine vorsätzliche sittenwidrige Schädigung voraussetzt.
Auch nach der Auffassung des Bundesgerichtshofs, der die Existenz eines Unternehmenspersönlichkeitsrechts bejaht, gilt aber grundsätzlich, dass dieses nur einen subsidiären Schutz vor Beeinträchtigung bietet, wenn speziellere Vorschriften, wie beispielsweise § 824 und § 826 BGB oder die Normen des Gesetzes gegen den unlauteren Wettbewerb (UWG), im Einzelfall keinen Schutz bieten. Ungeklärt ist auch das Verhältnis des Unternehmenspersönlichkeitsrechts zum sogenannten „Recht am eingerichteten und ausgeübten Gewerbebetrieb“. Während die Gerichte diese beiden Rechtsinstitute nebeneinander zur Anwendung bringen, wird in der rechtswissenschaftlichen Literatur teilweise die Auffassung vertreten, das Unternehmenspersönlichkeitsrecht sei Teil des Rechts am Gewerbebetrieb oder sogar deckungsgleich mit diesem.
Eine Analyse der von der Rechtsprechung entschiedenen Fälle hat ergeben, dass angesichts des bereits vorhandenen Schutzes für wirtschaftliche Unternehmen aufgrund speziellerer Vorschriften, der „Rückgriff auf ein eigenständiges 'Unternehmenspersönlichkeitsrecht' […] vollständig entbehrlich“ sei. Schutzlücken seien dagegen im Bereich der nicht-wirtschaftlichen Verbände feststellbar. Soweit keine spezielleren, auf Unternehmen gemäß Art. 19 Abs. 3 GG anwendbaren Grundrechte einschlägig seien, könne insofern basierend auf Art. 2 Abs. 1 GG über ein dem Unternehmenspersönlichkeitsrecht funktional entsprechendes „Außendarstellungsrecht“ nachgedacht werden.